# Mena limnicola
Mena limnicola är en havsanemonart som först beskrevs av Annandale 1915.  Mena limnicola ingår i släktet Mena och familjen Halcampidae. Inga underarter finns listade i Catalogue of Life.